# أليخاندرو بينياراندا
أليخاندرو بينياراندا (بالإسبانية: Alejandro Peñaranda)‏ هو لاعب كرة قدم كولومبي في مركز الهجوم، ولد في 4 نوفمبر 1993 في Jamundí ‏ في كولومبيا، وتوفي في 1 يونيو 2018 في مدينة كالي في كولومبيا. لعب مع أمريكا دي كالي.

## وصلات خارجية
- أليخاندرو بينياراندا على موقع قاعدة بيانات كرة القدم.إي يو (الإنجليزية)
- أليخاندرو بينياراندا على موقع Soccerway.com (الإنجليزية)